# The Art of Memory
The Art of Memory (A memória művészete) Frances Yates brit történész 1966-os könyve. A könyv tárgya a mnemotechnikai rendszerek története az ókori görög Szimónidész korától a reneszánsz korszakon (Giordano Bruno) át Gottfried Leibnizig, valamint a tudományos módszer kialakulása a 17. században.

## Fordítás
- Ez a szócikk részben vagy egészben  a   The Art of Memory című angol Wikipédia-szócikk ezen változatának fordításán alapul.  Az eredeti cikk szerkesztőit annak laptörténete sorolja fel. Ez a jelzés csupán a megfogalmazás eredetét és a szerzői jogokat jelzi, nem szolgál a cikkben szereplő információk forrásmegjelöléseként.